# Погорєлка (Гверздонська, Серьодкинська волость)
Погорєлка (рос. Погорелка) — присілок в Псковському районі Псковської області Російської Федерації.
Населення становить 0 осіб. Входить до складу муніципального утворення Серьодкинська волость.

## Історія
Від 2015 року входить до складу муніципального утворення Серьодкинська волость.

## Населення
1. Н/Д[2]